# Гамбашидзе, Георгий Степанович
Георгий Степанович Гамбашидзе (1900 год, Кутаисская губерния, Российская империя — неизвестно, Орджоникидзевский район, Грузинская ССР) — председатель исполнительного комитета Орджоникидзевского районного Совета депутатов трудящихся, Грузинская ССР. Герой Социалистического Труда (1949).

## Биография
Родился в 1900 году в крестьянской семье в одном из сельских населённых пунктов Кутаисской губернии. После окончания местной начальной школы трудился в сельском хозяйстве. В последующем получил высшее образование. Трудился на различных административных и хозяйственных должностях в Грузинской ССР. В послевоенные годы — председатель исполнительного комитета Орджоникидзевского районного Совета депутатов трудящихся.
Занимался развитие сельского хозяйства в Орджоникидзевском районе. Благодаря его деятельности сельскохозяйственные предприятия в 1948 году перевыполнили в целом по району плановый сбор винограда на 32,7 %. Указом Президиума Верховного Совета СССР от 9 августа 1949 года удостоен звания Героя Социалистического Труда за «получение высоких урожаев винограда в 1948 году» с вручением ордена Ленина и золотой медали «Серп и Молот» (№ 4402).
Этим же Указом званием Героя Социалистического Труда были награждены первый председатель Орджоникидзевского райкома партии Зураб Васильевич Кикнадзе, заведующий районным отделом сельского хозяйства Тариел Константинович Мачавариани и главный районный агроном Семён Ражденович Эбаноидзе.
После выхода на пенсию проживал в Орджоникидзевском районе. С 1968 года — персональный пенсионер союзного значения. Дата смерти не установлена.